# 新北市立江翠國民中學
新北市立江翠國民中學（英語：New Taipei Municipal Jiangcui Junior High School），簡稱翠中。位於新北市板橋區松江街63號，是板橋精華區的公立學校。其中以數理資優班和體育班和舞蹈班聞名。該校曾為2016年夏季國際少年運動會手球比賽的比賽場地。

## 外部連結
- 新北市立江翠國民中學